# Rosolino Pilo (cacciatorpediniere)
Il Rosolino Pilo è stato un cacciatorpediniere (e successivamente una torpediniera) della Regia Marina ed in seguito della Marina Militare italiana.

## Storia
Il 6 agosto 1915, pochi mesi dopo l'ingresso dell'Italia nella prima guerra mondiale, il Pilo danneggiò il sommergibile austro-tedesco U 12 al largo di Venezia.
Il 29 dicembre 1915 il Pilo prese parte ad uno scontro navale divenuto poi noto come battaglia di Durazzo, e conclusosi con l'affondamento su mine di due cacciatorpediniere austroungarici (Lika e Triglaw) e con il non grave danneggiamento, in uno scontro a fuoco, di alcuni esploratori italiani, inglesi ed austriaci. Il Mosto non ebbe un ruolo rilevante nello scontro.
Il 23 febbraio 1916 il Pilo, il cacciatorpediniere francese Casque e l'incrociatore britannico Liverpool fornirono da scorta indiretta ad un convoglio (12 piroscafi, due rimorchiatori, scorta diretta composta da cacciatorpediniere Corazziere, Bersagliere, Garibaldino e Mameluk – quest'ultimo francese –) con destinazione Durazzo.
Il 13 giugno dello stesso anno il Pilo, agli ordini del comandante Alessio, fornì scorta e supporto, insieme ai cacciatorpediniere Audace, Antonio Mosto e Pilade Bronzetti, ai MAS 5 e 7, che, a rimorchio delle torpediniere 35 PN e 37 PN, attaccarono infruttuosamente – causa la mancanza di naviglio all'ormeggio – il porto di San Giovanni di Medua, in mano austriaca, ripiegando sotto il fuoco d'artiglieria che comunque non provocò danni.
Nella notte tra il 25 ed il 26 giugno il Pilo fornì scorta ravvicinata, insieme ai cacciatorpediniere Abba, Mosto e Nievo, ai MAS 5 e 7, che, a rimorchio rispettivamente delle torpediniere 36 PN e 34 PN, attaccarono il naviglio austro-ungarico alla fonda a Durazzo: alle 00.15 i due MAS mollarono il rimorchio a 2,5 miglia dall'obiettivo, all'1.45 lanciarono i siluri ed alle 2.40 si ricongiunsero alla formazione di cui faceva parte il Pilo, rientrando alla base. Nell'attacco fu affondato il piroscafo Sarajevo (1111 tsl).
Nella notte tra il 3 ed il 4 novembre 1916 Abba, Pilo e Nievo supportarono un nuovo attacco dei MAS 6 e 7 (rimorchiati dalle torpediniere 34 PN, 35 PN e 36 PN) contro Durazzo, azione che non ebbe successo causa la presenza di reti parasiluri.
Alle 23 del 22 dicembre 1916 Abba, Pilo (al comando del tenente di vascello Bombardini) e Nievo salparono da Brindisi e fece rotta su Capo Rodoni per attaccare alcuni cacciatorpediniere austriaci (Scharfschutze, Dinara, Reka e Velebit) che avevano effettuato un'incursione nel canale d'Otranto e che, dopo uno scontro con unità francesi (cacciatorpediniere Casque, Riviére, Protet, Boutefeu, Dehorter e Bory), stavano rientrando a Cattaro. Le unità nemiche non furono trovate ed i due gruppi di cacciatorpediniere italiani e francesi s'incontrarono in maniera piuttosto confusa: non fu possibile coordinare le manovre ed il Casque entrò in collisione con l’Abba, e quindi un secondo cacciatorpediniere francese, il Boutefeu, evitò di stretta misura Pilo e Nievo e speronò a sua volta l’Abba. Le tre navi, danneggiate, poterono rientrare in porto.
Nella notte tra il 14 ed il 15 maggio 1917 il Canale d'Otranto fu oggetto di un duplice attacco austroungarico volto sia a distruggere i drifters, pescherecci armati che pattugliavano lo sbarramento antisommergibile del Canale d’Otranto, sia, come azione diversiva, a distruggere un convoglio italiano diretto in Albania; alle 4.50 del 15 maggio, in seguito a notizie di tali attacchi, il Pilo fu fatto approntare insieme al cacciatorpediniere Schiaffino ed all'incrociatore leggero inglese Dartmouth, facendo poi rotta per nordest onde intercettare la formazione navale nemica. Intorno alle 8.10, in un primo scontro, l'esploratore Aquila (una delle numerose altre unità fatte partire dopo Dartmouth, Pilo e Schiaffino) fu immobilizzato; verso le 9.05, dato che i tre esploratori austro-ungarici Saida, Helgoland e Novara dirigevano verso il danneggiato Aquila, la Dartmouth, la Bristol (altro incrociatore britannico) ed i cacciatorpediniere Acerbi e Mosto si posero tra la nave immobilizzata e quelle avversarie, aprendo il fuoco alle 9.30, da 8500 metri. Le tre navi austriache ripiegarono verso nordovest e la formazione anglo-italiana si pose al suo inseguimento, a distanze comprese tra 4500 e 10.000 metri, continuando a sparare; nello scontro rimasero danneggiate tutte le navi maggiori, ma la formazione di cui faceva parte il Pilo dovette interrompere l'azione ed allontanarsi alle 12.05, dato che, giunti nei pressi della base austroungarica di Cattaro, ne erano usciti in rinforzo agli esploratori nemici anche l'incrociatore corazzato Sankt Georg ed i cacciatorpediniere Tatra e Warasdinier.
L'11 giugno Pilo, Nievo e la torpediniera 37 PN fornirono appoggio ad un attacco di nove idrovolanti, partiti da Brindisi, contro Durazzo.
Il 19 ottobre 1917, mentre si trovava in navigazione da Valona a Brindisi insieme a Nievo e Weymouth, ricevette ordine di unirsi ad un gruppo di unità – esploratori Aquila e Sparviero, incrociatori britannici Gloucester e Newcastle e cacciatorpediniere Commandant Riviére, Bisson, Bory (francesi), Indomito, Missori e Mosto (italiani) – per porsi all'inseguimento di un gruppo di navi austroungariche (esploratore Helgoland, cacciatorpediniere Lika, Triglaw, Tatra, Csepel, Orjen e Balaton) che erano uscite da Cattaro per attaccare convogli italiani. Helgoland e Lika, non essendo stati trovati convogli, si portarono in vista di Brindisi per farsi inseguire dalle navi italiane ed attirarle nella zona d'agguato dei sommergibili U 32 ed U 40, ma dopo un lungo inseguimento che vide anche alcuni attacchi aerei alle unità nemiche, tutte le navi italiane tornarono in porto senza danni.
Il 5 novembre 1918 il Pilo e tre altri cacciatorpediniere (La Masa, Missori ed Abba), insieme alla vecchia corazzata Saint Bon, fecero il loro ingresso nel porto di Pola, dopo di che reparti imbarcati sulle unità, nei giorni seguenti, procedettero all'occupazione della città.
Dopo il 1918 il Pilo fu sottoposto a lavori di modifica che videro la sostituzione dei cannoni da 76 mm con 5 da 102 mm e l'imbarco di 2 mitragliere da 40 mm; il dislocamento a pieno carico salì a 900 tonnellate.
Negli anni venti e trenta ebbe largo impiego.
Nel 1929 la nave fu declassata a torpediniera.
All'ingresso dell'Italia nella seconda guerra mondiale il Pilo faceva parte della VI Squadriglia Torpediniere (Missori, Stocco, Sirtori).
Fu impiegato principalmente per compiti di scorta convogli.
Il 27-28 giugno 1940 Pilo e Missori effettuarono il trasporto di rifornimenti e di 52 militari da Taranto a Tripoli.
Il 6 luglio 1940 prese parte alla scorta del primo convoglio di grosse dimensioni per la Libia (operazione denominata «TCM»): salpato da Napoli alle 19,45, il convoglio era formato dai trasporti truppe Esperia e Calitea (che trasportavano rispettivamente 1571 e 619 militari) e dalle moderne motonavi da carico Marco Foscarini, Vettor Pisani e Francesco Barbaro (il cui carico constava in tutto di 232 veicoli, 5720 t di combustibili e lubrificanti e 10.445 t di altri materiali). il Pilo e la gemella Abba partirono da Catania il 7 luglio di scorta alla Barbaro e si aggregarono agli altri trasporti, in navigazione con la scorta diretta della XIV Squadriglia Torpediniere (Procione, Orsa, Orione, Pegaso) e con la scorta indiretta della X Squadriglia Cacciatorpediniere (Maestrale, Grecale, Libeccio, Scirocco) e degli incrociatori leggeri Bande Nere e Colleoni. Le navi arrivarono indenni a Bengasi, porto di arrivo, l'8 luglio.
Il 25 febbraio 1941 il Pilo scortò da Palermo a Tripoli un convoglio composto dai piroscafi Santa Paola ed Honor e dalla nave cisterna Caucaso (quest'ultima aggregatasi al convoglio dopo essere partita da Biserta) .
Il 22 maggio 1942 il convoglio (piroscafi Balcan e Chisone) che la nave stava scortando insieme al cacciatorpediniere Crispi fu attaccato da un sommergibile non identificato (o così si pensò) con il lancio di un siluro: il Pilo, evitata l'arma, mise in mare una torpedine da rimorchio che scoppiò, rafforzando l'ipotesi di un attacco subacqueo (successive ispezioni rivelarono però che la torpedine era esplosa contro il relitto dell'incrociatore ausiliario Deffenu).
Alla proclamazione dell'armistizio il Pilo (al comando del tenente di vascello Giuseppe Tullio Faggioni) si trovava a Durazzo. Alle 18.30 dell'8 settembre 1943 il capo radiotelegrafista ricevette l'annuncio dell'armistizio e ne informò il comandante in seconda, sottotenente di vascello Giovanni Buizza. La nave non poté tuttavia evitare la cattura: il 10 settembre 1943, dopo aver cannoneggiato le postazioni tedesche insieme al Missori ed al piroscafo Marco e dopo essersi difesa entro i limiti del possibile, la nave fu catturata dalle truppe tedesche. Dopo la cattura la nave fu saccheggiata dai tedeschi ed alcuni membri dell'equipaggio tentarono di fuggire in barca a remi, venendo però ricatturati ma salvati da partigiani albanesi ed altri militari italiani.
Tra la tarda mattinata ed il pomeriggio del 25 settembre la Divisione «Brennero», catturata dai tedeschi, fu imbarcata a Durazzo su alcune navi italiane anch'esse catturate: i piroscafi Italia ed Argentina, l'incrociatore ausiliario Arborea e gli stessi Pilo e Missori. Il Pilo prese a bordo circa 20-35 uomini ex componenti il presidio di una batteria, e intorno alle sette di sera lasciò il porto albanese per Trieste, in convoglio con le altre navi italiane. A bordo di ogni unità, Pilo compreso, erano stati imbarcati picchetti tedeschi per controllare gli equipaggi. Soldati e marinai del Pilo, essendo molto più numerosi (sebbene disarmati) pianificarono di sopraffare il reparto tedesco (distribuito in parte a prua, in parte a poppa ed in parte in controplancia) e riassumere il controllo della nave, per ricondurla in un porto italiano: il piano fu messo in atto alla mezzanotte del 25, simulando, con l'apposita sirena, un attacco da parte di un sommergibile che distrasse le guardie e permise di far accorrere in coperta un maggior numero di uomini. Dopo una violenta colluttazione il sottufficiale comandante il picchetto tedesco fu disarmato ed ucciso, altri tre militari tedeschi gettati fuoribordo ed i restanti quattro, feriti, vennero catturati; il Pilo, dopo aver fatto inizialmente rotta per Capo Linguetta onde eludere eventuali ricerche, diresse per Brindisi ove giunse il 26 settembre 1943. In seguito all'azione il comandante Faggioni ricevette una Medaglia d'argento al valor militare, mentre altri membri dell'equipaggio che avevano avuto un ruolo importante nella lotta contro il reparto tedesco ricevettero complessivamente cinque medaglie di bronzo e 16 croci di guerra.
Durante la cobelligeranza (1943-1945) il Pilo effettuò complessivamente 45 missioni di scorta.
Nel 1952 l'unità fu ulteriormente declassata a dragamine. Radiata il 1º ottobre 1954, fu demolita.